# Zilie Kalni
Zilie Kalni är en klint i Lettland.   Den ligger i Talsi kommun, i den nordvästra delen av landet, 120 km nordväst om huvudstaden Riga. Zilie Kalni ligger 71 meter över havet.